# Герои Российской Федерации — И

В настоящем списке представлены в алфавитном порядке Герои Российской Федерации, чьи фамилии начинаются с букв «И» и «Й». Список содержит информацию о роде войск (службе, деятельности) Героев на время присвоения звания, дате рождения, месте рождения, дате смерти и месте смерти Героев.
 Серым цветом в таблице выделены Герои, награждённые посмертно. 
| №  | Фото | Фамилия Имя Отчество            | Род войск, служба    | Годы жизни                         | Место рождения                                               | Место гибели (смерти)                             |       |
| -- | ---- | ------------------------------- | -------------------- | ---------------------------------- | ------------------------------------------------------------ | ------------------------------------------------- | ----- |
| 1  |      | Ибрагимов, Тимур Франилович     | МВД                  | 7 сентября 1988 — 20 марта 2009    | с. Боровое, Челябинская область, РСФСР                       | с. Какашура, Дагестан                             |       |
| 2  |      | Иванишин, Анатолий Алексеевич   | Лётчик-космонавт     | род. 15 января 1969                | Иркутск, РСФСР                                               |                                                   |       |
| 3  |      | Иванов, Александр Александрович | авиация              | 26 ноября 1974 — 13 декабря 1999   | Целиноград, Казахская ССР                                    | Аргунское ущелье, Чечня                           |       |
| 4  |      | Иванов, Александр Васильевич    | авиация              | 9 июня 1919 — 30 декабря 1942      | д. Клуколово, Ленинградская область, РСФСР                   | в районе Эльбруса                                 | [ 1 ] |
| 5  |      | Иванов, Анатолий Александрович  | авиация              | 20 апреля 1942 — 27 августа 2000   | Душанбе, Таджикская ССР                                      | Жуковский, Московская область                     | [ 2 ] |
| 6  |      | Иванов, Андрей Андреевич        | Морская пехота       | 23 июня 1989 — 6 марта 2022        | Благовещенск, Амурская область, РСФСР                        | Украина                                           |       |
| 7  |      | Иванов, Андрей Юрьевич          | Десантные войска     | род. 13 июля 1967                  | Задорожье, Псковская область, РСФСР                          |                                                   |       |
| 8  |      | Иванов, Валерий Вячеславович    | Артиллерия           | 29 ноября 1975 — 19 мая 1995       | Волжск, Марий Эл, РСФСР                                      | Чечня                                             |       |
| 9  |      | Иванов, Денис Евгеньевич        | Пехота и мотострелки | 24 июля 1980 — 17 июля 2023        |                                                              | Украина                                           |       |
| 10 |      | Иванов, Зурико Амиранович       | Разведка ГРУ         | 8 января 1955 — 4 октября 1999     | Чирчик, Ташкентская область, Узбекская ССР                   | Надтеречный район, Чечня                          |       |
| 11 |      | Иванов, Игорь Сергеевич         | МИД России           | род. 23 сентября 1945              | Москва, РСФСР                                                |                                                   |       |
| 12 |      | Игашов, Пётр Степанович         | авиация              | 18 июня 1915 — 30 июня 1941        | с. Бетино, Рязанская область, РСФСР                          | Даугавпилс, Латвийская ССР                        | [ 3 ] |
| 13 |      | Игитов, Юрий Сергеевич          | Пехота и мотострелки | 26 сентября 1973 — 31 декабря 1994 | Нижняя Салда, Свердловская область, РСФСР                    | с. Садовое, Грозненский район, Чечня              |       |
| 14 |      | Игнатов, Владимир Николаевич    | спецназ ГРУ          | 15 августа 1985 — 30 мая 2022      | Козельск, Калужская область, РСФСР                           | Украина                                           |       |
| 15 |      | Игнатов, Николай Иванович       | Десантные войска     | род. 13 мая 1956                   | с. Дмитриевское, Тульская область, РСФСР                     |                                                   | [ 4 ] |
| 16 |      | Игошин, Александр Иванович      | авиация              | 13 апреля 1924 — 13 февраля 1945   | Пермь, Пермский край, РСФСР                                  | Балтийское море                                   | [ 5 ] |
| 17 |      | Игошин, Роман Викторович        | Десантные войска     | 2 октября 1974 — 17 ноября 1999    | Дзержинск, Нижегородская область, РСФСР                      | с. Анди, Ботлихский район, Дагестан               |       |
| 18 |      | Ижаев, Абдулла Махаевич         | Пехота и мотострелки | 1 января 1920 — 8 июля 1994        | с. Учкулан, Карачаево-Черкесия, РСФСР                        | с. Учкекен, Карачаево-Черкесия                    | [ 6 ] |
| 19 |      | Ильгамов, Тамерлан Айсарович    | Артиллерия           | 22 июня 1994 — 4 июля 2022         | Аскарово, Абзелиловский район, Башкортостан                  | Украина                                           |       |
| 20 |      | Ильин, Олег Геннадьевич         | ФСБ                  | 21 декабря 1967 — 3 сентября 2004  | пос. Краснооктябрьский, Чуйская область, Киргизская ССР      | Беслан, Северная Осетия                           |       |
| 21 |      | Ильясов, Арзулум Зиявдинович    | МВД                  | 2 сентября 1953 — 15 января 2005   | с. Гуниб, Казбековский район, Дагестанская АССР, РСФСР       | Каспийск, Дагестан                                |       |
| 22 |      | Индык, Павел Викторович         | ВВ МВД               | род. 16 декабря 1972               |                                                              |                                                   |       |
| 23 |      | Ионин, Георгий Дмитриевич       | Артиллерия           | 12 мая 1922 — 29 августа 2014      | Яготин, Киевская область, Украинская ССР                     | Москва                                            | [ 7 ] |
| 24 |      | Ирейкин, Геннадий Григорьевич   | авиация              | род. 26 ноября 1940                | с. Акшуат, Ульяновская область, РСФСР                        |                                                   | [ 8 ] |
| 25 |      | Ирхин, Сергей Вячеславович      | Морская пехота       |                                    |                                                              |                                                   |       |
| 26 |      | Исаев, Мутей Закиринович        | МВД                  | 15 мая 1964 — 6 сентября 1999      | с. Новолакское, Новолакский район, Дагестанская АССР         | Высота «Телевышка», Новолакское, Дагестан         |       |
| 27 |      | Исаев, Николай Викторович       | МВД                  | 16 декабря 1975 — 11 октября 2002  | Саратов, Саратовская область, РСФСР                          | район с. Шалажи, Урус-Мартановский район, Чечня   |       |
| 28 |      | Исаев, Олег Николаевич          | авиация              | 14 января 1964 — 5 мая 1996        | д. Средний Кушкет, Балтасинский район, Татарская АССР, РСФСР | Урус-Мартановский район, Чечня                    |       |
| 29 |      | Исаханян, Геворк Анушаванович   | Десантные войска     | род. 27 мая 1960                   | Тетри-Цкаро, Квемо-Картли, Грузинская ССР                    |                                                   |       |
| 30 |      | Исламов, Дамир Назирович        | Бронетанковые войска | 13 октября 1996 — 7 марта 2022     | Лениногорск, Татарстан, Россия                               | Украина                                           |       |
| 31 |      | Исмаилов, Абдулхаким Исакович   | Пехота и мотострелки | 1 июля 1916 — 17 февраля 2010      | с. Чагаротар, Дагестанская область, Российская империя       | Хасавюрт, Дагестан                                | [ 9 ] |
| 32 |      | Исмаилов, Муслим Мусаевич       | МВД                  | 17 декабря 1979 — 31 мая 2005      | Грозный, Чечено-Ингушская АССР, РСФСР                        | станица Нестеровская, Сунженский район, Ингушетия |       |
| 33 |      | Ихсанов, Рафик Рашитович        | авиация              | род. 27 сентября 1965              | с. Нижнее Аврюзово, Альшеевский район, Башкортостан, РСФСР   |                                                   |       |
| 34 |      | Иштуганов, Сергей Вячеславович  | Десантные войска     | род. 22 сентября 1986              | Оршанский район, Марийская АССР, РСФСР                       |                                                   |       |
| 35 |      | Ищенко, Анатолий Анатольевич    | Войска ПВО СВ        | род. 21 сентября 1998              | Ставрополь, Ставропольский край                              |                                                   |       |